# Burgmannenhaus Rauschenberg

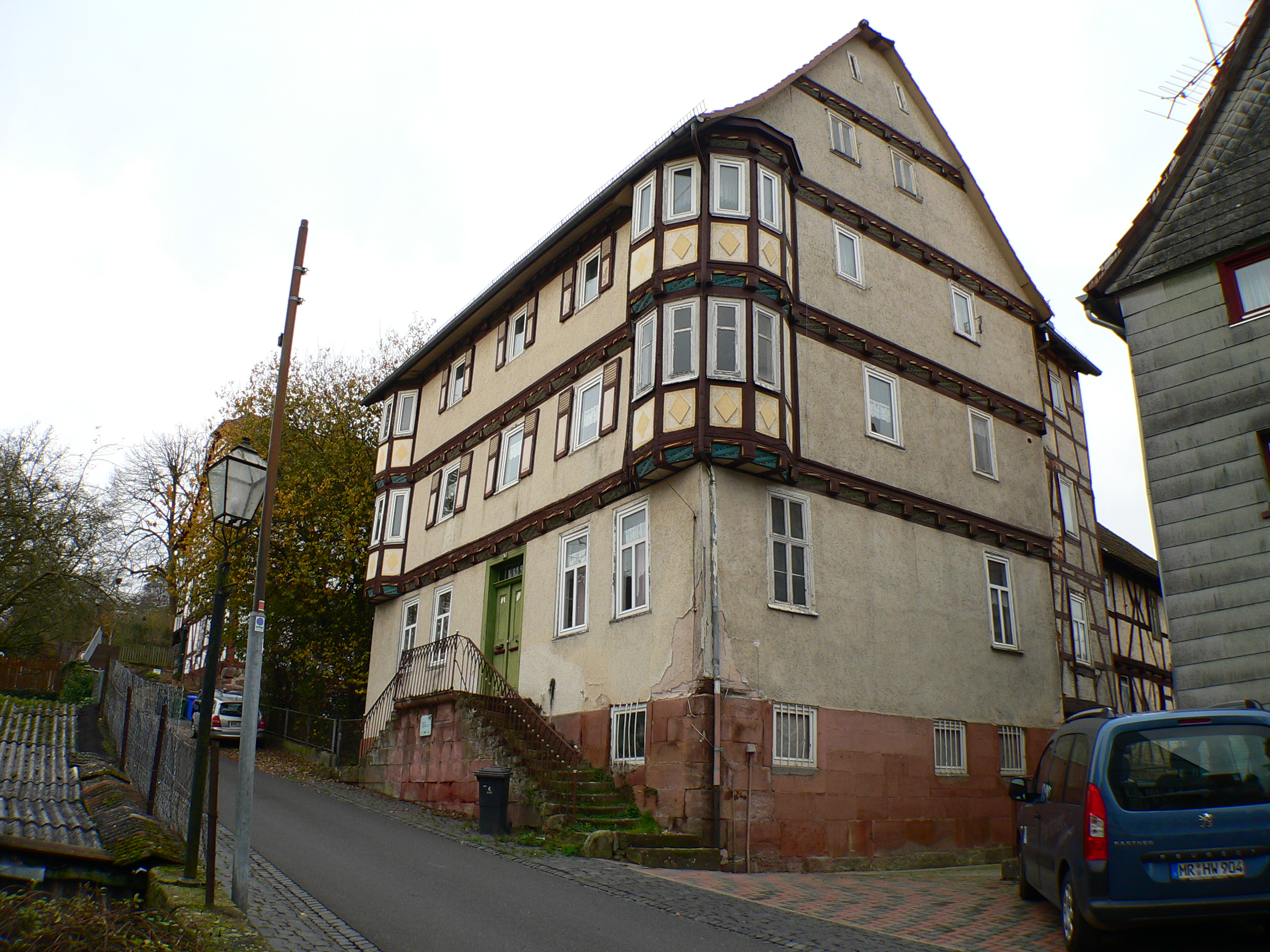
Das Burgmannenhaus in Rauschenberg

Das Burgmannenhaus Rauschenberg ist ein schlossähnliches Wohnhaus der Rauschenberger Burgmannen aus dem 17. Jahrhundert in der Altstadt von Rauschenberg im hessischen Landkreis Marburg-Biedenkopf.

## Geschichte
Als Burgmannen bezeichnete man seit dem 12. Jahrhundert Ministeriale und Mitglieder des Adels, die von einem Burgherrn beauftragt waren, eine Burg zu bewachen und zu verteidigen. Für den Burgmann galt oft ein besonderes Lehnsrecht. Da er zur Anwesenheit verpflichtet war, stellte ihm der Burgherr unentgeltlich einen angemessenen Wohnsitz in der Nähe der Burg zur Verfügung.
In Rauschenberg war dies zuletzt das um 1600 erbaute Burgmannenhaus in der Schlossstraße 11, nahe der evangelischen Kirche und dem Schlosstor, 200 Meter unterhalb der mittlerweile zum Schloss ausgebauten Burg Rauschenberg. Dort wohnten nacheinander, teilweise auch gleichzeitig, Burgmannen der Herren von Weitershausen, der Grafen von Homberg, der Herrschaft von Spiegel zu Desenberg und zuletzt der Grafen von Freyen-Seyboldsdorff. Obwohl das Schloss im Dreißigjährigen Krieg 1646 im Zuge des hessischen Erbfolgekriegs auf Geheiß eines Kasseler Obristen gesprengt worden war und nur noch als Ruine existierte, genossen die Burgmannen weiterhin aufgrund ihres Lehens Wohnrecht. Erst nach dem Tod des letzten lehensberechtigten Grafen 1812 konnte das Burgmannenhaus vom Staat, damals das napoleonische Königreich Westphalen, als erledigtes Lehen eingezogen und zwecks Einkommensmehrung für König Jérôme Bonaparte verkauft werden.
Seit einigen Jahren ist das Gebäude unbewohnt und dem Verfall preisgegeben.

## Aussehen
Auf einem in den Hang gezogenen Kellergeschoss aus rotem Sandstein erheben sich vier Stockwerke aus teilverputztem Fachwerk mit drei auf zwei Fensterachsen. An den beiden Hausecken der Traufseite zur Straße hin sind sehr schmuckvoll vom ersten zum zweiten Obergeschoss ausladende Runderker mit je sechs Fensterachsen angefügt. Die einzelnen Stockwerke sind leicht vorkragend, die Fachwerkrahmen hier unverputzt. In der Mitte der Straßenfront befindet sich im Hochparterre die Eingangstür, die über eine doppelläufige Sandsteintreppe zu erreichen ist.
An der Rückseite des mit einem Krüppelwalmdach gedeckten Hauses schließen sich in Reihe ein drei- und ein zweigeschossiger Fachwerkbau an. Diese Anbauten tragen Satteldächer.